# Tony Accurso
Antonio « Tony » Accurso, né Domenico Antonio Vincenzo Accurso le 8 novembre 1951 à Montréal, est un homme d'affaires québécois du secteur de la construction. Il dirige directement et indirectement plusieurs entreprises liées au domaine de la construction ainsi que des bars, des restaurants, des salles de cinéma, des centres commerciaux et un club hippique, situé à Laval. Influent au sein des milieux syndicaux et politiques, proche de la mafia, il est au cœur de plusieurs scandales de fraude et de corruption.

## Biographie

### Jeunesse et origines
Le père de Tony Accurso a 17 ans lorsqu'il quitte son village de Calabre en Italie pour traverser l'Atlantique en 3e classe à bord du vapeur Colombo. Il pose ses valises à Pointe-aux-Trembles, à l'été 1923. En 1954, il fonde l'entreprise Louisbourg Construction. Son fils, Tony, fait des études à l'Académie Militaire de New York (en), un collège privé américain. Il en est diplômé en 1970. En 2004, il est ajouté au « Hall of Fame » de cette institution pour sa participation aux équipes de football américain, de hockey sur glace, de tennis, de crosse et de lutte. Tony Accurso étudie ensuite au Collège Loyola à Montréal et obtient en 1975 un baccalauréat en génie civil. À la mort de son père en 1981, il hérite de l'entreprise Louisbourg Construction.

### Carrière d'entrepreneur
Tony Accurso est à la tête du groupe de construction canadien Simard-Beaudry fondé en 2005 et dont le siège social est situé à Laval,.
Il contrôle également plusieurs autres sociétés au Québec, notamment du secteur de la construction, telles que Constructions Louisbourg, Louisbourg Pipeline, Louisbourg SBC, Constructions Gastier, Hyprescon, Constructions Marton, Colacem, Les Galeries Laval et les Ciments Lavallée Cemco.
Au cours de sa carrière, Antonio Accurso côtoie et fait des dons à des représentants de plusieurs partis politiques du Québec tels le Parti québécois, le Parti libéral du Québec et l'Action démocratique du Québec. Parmi ces rencontres, on peut noter l'ancien ministre du travail David Whissell et l'ancien ministre péquiste Guy Chevrette.
Ami avec Louis Laberge, le fondateur du Fonds de solidarité FTQ, les entreprises d'Accurso ont cumulé entre 114 et 250 millions de dollars canadiens en investissement de la part du Fonds de solidarité,.

### Scandales
Au cours des années 2000[Quand ?], Accurso invite plusieurs personnalités du monde politique et syndical québécois telles Frank Zampino, Michel Arsenault, Jean Lavallée et Richard Marcotte, sur son yacht Le Touch,. En 2009, plusieurs médias québécois, Enquête en tête, mettent au jour des scandales de collusion et de corruption liant Accurso avec, entre autres, la FTQ-Construction, et l'administration de la ville de Montréal, notamment concernant le scandale des compteurs d'eau et le politicien Benoît Labonté, au moment où ce dernier entamait sa course à la direction du parti Vision Montréal,,.
En novembre 2010, des journalistes de l'émission Enquête dévoilent des liens entre Accurso et le crime organisé montréalais, dans le cas d'un immeuble à condos de Saint-Léonard.

### Poursuites, arrestation et incarcération
À la suite de la diffusion du reportage Le fonds sous influence à l'émission Enquête le 24 septembre 2009, Accurso poursuit pour 2,5 millions de dollars le journaliste Alain Gravel et la Société Radio-Canada (SRC) pour atteinte à sa vie privée et à sa réputation. En novembre 2009, Accurso avoue que les faits présentés par le reportage de Gravel sont vrais. La nouvelle devient publique le 15 juillet 2010.
Après la diffusion du reportage Les Voisins de Saint-Léonard à l'émission Enquête le 11 novembre 2010, les avocats d'Accurso envoient une mise en demeure à la SRC, donnant à cette dernière 24 heures pour retirer ses allégations.
Selon cette mise en demeure, « la Société Radio-Canada a porté gravement atteinte tant à la réputation qu'à la vie privée de M. Accurso en échafaudant des théories, peut-être accrocheuses pour son auditoire, mais mal fondées ».
Le 17 avril 2012, Tony Accurso est arrêté par l'unité permanente anticorruption dans le cadre du démantèlement d'un réseau de partage de contrats municipaux sur la Rive-Nord de Montréal.
Le 9 août 2012, Antonio Accurso, Francesco Bruno, Francesco Fiorino, et Adriano Furgiuele sont arrêtés par la GRC et font face à 6 chefs d'accusation : complot, fraude, usage de faux, ainsi qu'abus de confiance par un fonctionnaire. Ses partenaires, travaillant à Revenu Canada, et lui auraient fraudé plus de 3 millions de dollars en impôts canadiens. Il avait à comparaître le 19 septembre 2012 devant la justice.
Le 9 mai 2013, Tony Accurso est à nouveau arrêté par l'UPAC.
Revenu Québec a déposé 928 chefs d'accusation contre lui et ses entreprises. Il est notamment accusé de fausses déclarations, fausses facturations, crédits illégaux et faux remboursements de taxe,.
Le 5 juillet 2018, Accurso a été condamné à quatre ans de prison après avoir été reconnu coupable des cinq chefs d’accusation suivants : complot en vue de perpétrer des actes de corruption, complot en vue de commettre une fraude, fraude de plus de 5 000 $, corruption municipale et complicité de confiance.
En juillet 2021, il est libéré des accusations contre lui dans le cadre de l'opération Coche en raison de la règle des délais déraisonnables de l'arrêt Jordan.
Le 26 mai 2022, la Cour d'appel du Québec confirme un verdict qui le condamne à quatre ans de prison.

### Comparution publique
Tony Accurso fait tout pour éviter de témoigner devant la commission Charbonneau.
Plaidant que son témoignage risque d'alimenter des enquêtes policières à son endroit. Il est débouté par un tribunal de première instance le 30 avril 2014, puis par la Cour d'appel du Québec le 3 juin 2014. Il fait ensuite appel, mais la Cour suprême du Canada refuse de l'entendre.
En septembre 2014, il témoigne devant la commission, mais demande une ordonnance de non-publication.

### Vie privée
En 1987, son beau-frère et ancien associé Mario Taddeo a été tué par un assassin. Le 26 octobre 2018, son fils James a péri dans un accident de voiture dans les Laurentides. Le conducteur du véhicule dans lequel il prenait place a été accusé de conduite dangereuse.